# Gol Ākh Mordeh Hūmīān
Gol Ākh Mordeh Hūmīān (persiska: گلاخم مرده, Golāgheh Mordeh, Golākhem Mordeh, گل آخ مرده هومیان) är en ort i Iran.   Den ligger i provinsen Lorestan, i den västra delen av landet, 400 km sydväst om huvudstaden Teheran. Gol Ākh Mordeh Hūmīān ligger 1 443 meter över havet och antalet invånare är 118.
Terrängen runt Gol Ākh Mordeh Hūmīān är lite bergig.Runt Gol Ākh Mordeh Hūmīān är det ganska tätbefolkat, med 52 invånare per kvadratkilometer. Närmaste större samhälle är Kūhdasht, 15,9 km söder om Gol Ākh Mordeh Hūmīān. Omgivningarna runt Gol Ākh Mordeh Hūmīān är i huvudsak ett öppet busklandskap.